# Hofbräuhaus am Platzl

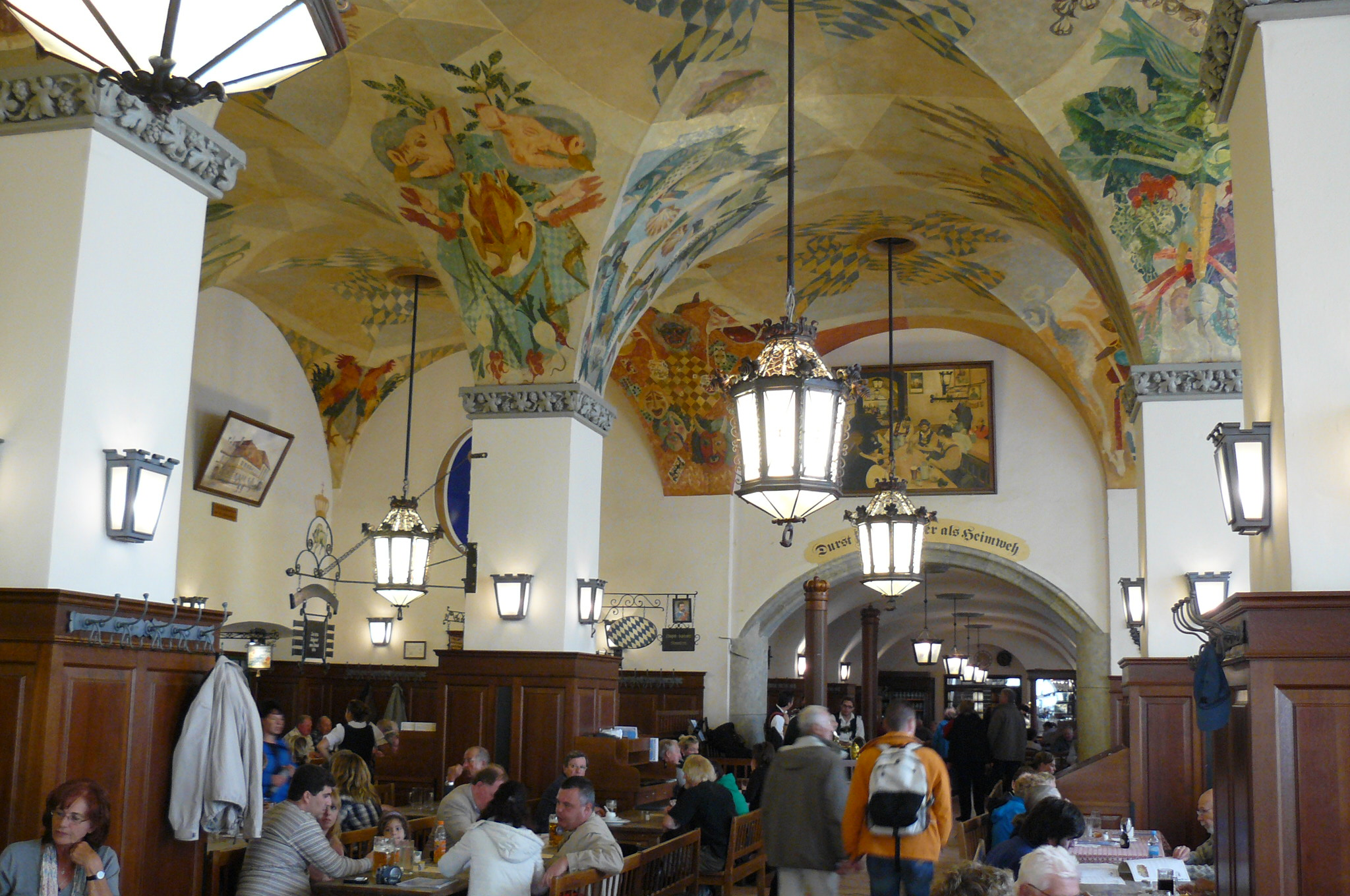
Wnętrze

Hofbräuhaus am Platzl – historyczny browar i piwiarnia dworska, zlokalizowana w Monachium. Należy do najsłynniejszych piwiarni na świecie i czołowych atrakcji turystycznych stolicy Bawarii. Przez wielu smakoszy piwa nazywana najsłynniejszym pubem świata. Stanowi kwintesencję bawarskiej kultury piwnej. 
Hofbräuhaus był w przeszłości browarem dworskim, a działalność warzelniczą rozpoczął w 1589. W otwarciu obecnego budynku uczestniczył król Ludwik I Wittelsbach. Architektem był Max Littmann. Lokal ulegał przebudowom, w tym w stylu neorenesansowym w roku 1896. Wśród historycznych słynnych klientów piwiarni są Wolfgang Amadeus Mozart, Włodzimierz Lenin, Adolf Hitler, John F. Kennedy, George H.W. Bush, Louis Armstrong i Michaił Gorbaczow. Dziś, oprócz monachijczyków, w lokalu dominują turyści ze wszystkich stron świata. 
Główne wejście znajduje się pod charakterystycznymi podcieniami z wykuszem – jednym z nieformalnych symboli miasta. Wewnątrz rozlokowano drewniane ławy i stoły, a na dziedzińcu funkcjonuje duży ogródek. W menu dominują tłuste dania mięsne i mączne, w tym wiele specjałów kuchni bawarskiej. Piwo warzone jest na miejscu. Można je także nabyć w butelkach, w wielu krajach świata, także w Polsce.